# Bercati
Bercati (Bercate, Berekate, Berekati) ist eine osttimoresische Aldeia im Suco Aissirimou (Verwaltungsamt Aileu, Gemeinde Aileu). 2015 lebten in der Aldeia 322 Menschen.

## Geographie
Bercati reicht vom Nordwesten Aissirimous bis zu seinem Südosten. Südlich liegt die Aldeia Hudilaran, westlich die Aldeias Aituhularan und Erkoatun und nordöstlich die Aldeia Bessilau. Die Ostgrenze bildet der Fluss Berecali, der am Südende von Bericati mit dem von Osten kommenden Huituco den Mumdonihun bildet. Dies sind Nebenflüsse des Nördlichen Laclós. Am Ostufer liegen die Sucos Fahiria und Saboria. Im Nordwesten grenzt Bercati an die Sucos Seloi Craic und Madabeno. Einige Häuser des zu Madabeno gehörenden Dorfes Kotehu liegen auf der anderen Seite der Überlandstraße von Aileu nach Dili in Bercati. Unweit davon befindet sich südöstlich eine Sendeanlage der Telemor und knapp einen Kilometer südlich davon einige Häuser, die in einer Karte als Anwesen von „Rafiel P Arauju“ eingetragen sind. Hier im Norden entspringt der Berecau, der die gesamte Aldeia durchquert und schließlich mit dem Grenzfluss Rureda den Berecali bildet. Am Rureda im Nordosten reicht das sonst in Bessilau liegende Dorf Aicoarencoa bis nach Bercati hinein. Zumindest befindet sich die Grundschule „Aicoarencoa“ auf der Westseite der Grenze.
Südlich des Zusammenlaufs von Berecau und Rureda liegen am Westufer von Nord nach Süd die Dörfer Bercati (Bercate), Urluli und Uaho. Entlang des Rureda liegen nur noch verstreut einzelne Häuser. Das Zentrum der Aldeia ist unbesiedelt. Während das Land zu den Grenzflüssen hin auf  eine Meereshöhe von unter 500 m absinkt, steigt es bei manchen Gipfeln auf über 1000 m an.

## Politik
2023 wurde Marcelino Gracia zum Chefe de Aldeia gewählt.